# Pomacea
Pomacea é um género de moluscos aquáticos com brânquias e um opérculo. São gastrópodes aquáticos pertencentes à família Ampullariidae. Algumas espécies são vendidas para aquariofilia (sob o nome taxonomicamente incorrecto de Ampullarius) e outras são consideradas invasores.

## Taxonomia
O género Pomacea inclui os seguintes subgéneros e espécies:
Subgénero Effusa Jousseaume, 1889
- Pomacea glauca (Linné, 1758)[3]
- Pomacea cumingi (Reeve, 1843)[3]

Subgénero Pomacea Perry, 1810
- Pomacea bridgesii (Reeve, 1856)[3]
- Pomacea canaliculata (Lamarck, 1819)[3]
- Pomacea catamarcensis (Sowerby, 1874)[3]
- Pomacea columellaris (Gould, 1848)[3]
- Pomacea cyclostoma (Spix, 1827)[3]
- Pomacea decussate (Moricand)[3]
- Pomacea diffusa Blume, 1957[3]
- Pomacea doliodes (Reeve, 1856)[3]
- Pomacea dysoni (Hanley, 1854)[3]
- Pomacea erogata (Fisher & Crosse, 1890)[3]
- Pomacea flagellata (Say, 1827)[3]
- Pomacea gigas / Pomacea maculata (Perry, 1810)[3]
- Pomacea hanleyi (Reeve, 1856)[3]
- Pomacea haustrum (Reeve, 1856)[3]
- Pomacea insularum (D'Orbigny, 1839)[3]
- Pomacea lineata (Spix, 1827)[3]
- Pomacea livescens (Reeve, 1856)[3]
- Pomacea paludosa (Say, 1829)[3]
- Pomacea papyracea (Spix, 1827)[3]
- Pomacea scalaris (D'Orbigny, 1835)[3]
- Pomacea urceus (Müller, 1774)[3]

Subgénero (incertae sedis)
- Pomacea falconensis Pain & Arias, 1958[4]
- Pomacea poeyana (Pilsbry, 1927)[5]